# 河南县 (秦朝)
河南县，中国古县名。
位于今河南省洛阳市区。本为东周王城，又称郟鄏；秦朝时置县，属三川郡；西汉属河南郡；东汉、曹魏、西晋属河南尹；隋大业元年，炀帝在河南故城基营建新都洛阳，此后河南县一直是洛阳的附郭县之一；金省入洛阳县。